# Nigrotipula nigra
Nigrotipula nigra là một loài ruồi trong họ Ruồi hạc (Tipulidae). Chúng phân bố ở miền Cổ bắc.

## Hình ảnh

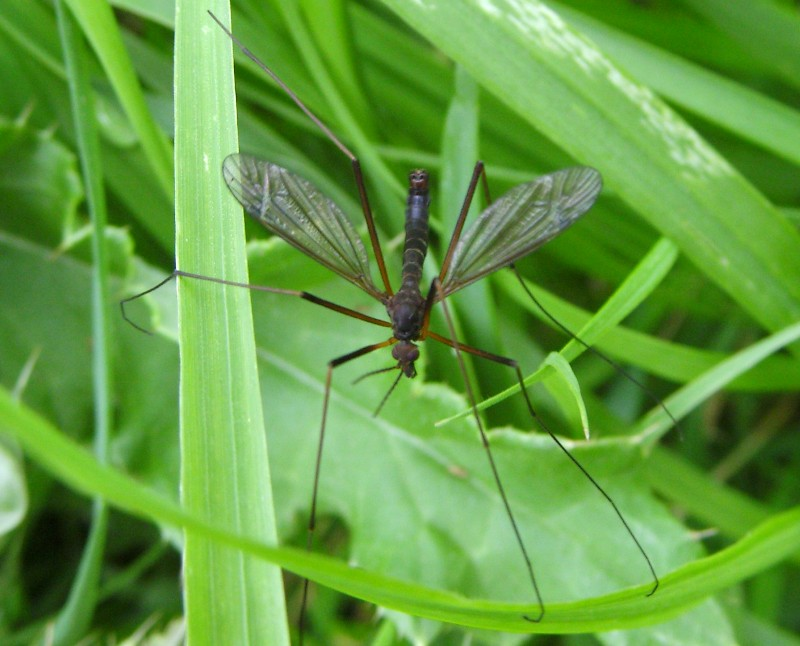

- Tư liệu liên quan tới Nigrotipula nigra tại Wikimedia Commons